# Fiat 242
Fiat 242 je dodávka vyráběná italskou automobilkou Fiat od roku 1974 do roku 1987. Dodávka byla výsledkem spolupráce s automobilkou Citroën a ve Francii se prodával jako Citroën C35. Obdobně jako jiné užitkové vozy byl vůz vyráběn v mnoha různých provedeních, od běžné dodávky, přes pick-up, mikrobus až po různé specializované zástavby (např. obytný vůz).
Do roku 1987 se jak Fiat 242, tak Citroën C35 vyráběly v Itálii a oba modely měly motory Fiat. Poté byla výroba v Itálii nahrazena modelem Fiat Ducato, ale Citroën ponechal svou verzi modelu v nabídce až do roku 1992 a proto byla výroba přesunuta do Francie, kde ji pro Citroën zajišťovala společnost Chausson (Société des usines Chausson).
Spolupráce Fiat s Citroën ve výrobě užitkových vozů se však nepřerušila, ale naopak se prohloubila na celou skupinu PSA Peugeot Citroën. Vznikl společný podnik Sevel (Evropská společnost pro lehká nákladní auta). V rámci Sevel se vyrábějí (mimo jiné) právě Fiat Ducato, který je na francouzské straně prodáván jako Citroën Jumper resp. Peugeot Boxer.
Předchůdcem Fiatu 242 byl model Fiat 238, který byl založen na šasi Autobianchi Primula. Po zavedení výroby Fiatu 242 automobilka původně plánovala výrobu staršího modelu ukončit. Protože však ani prodeje Fiatu 238 neklesaly, automobilka se rozhodla ponechat ve výrobě i starší model a vybavit ho také větším a silnějším motorem. Starší Fiat 238 se poté vyráběl souběžně s modelem Fiat 242 až do roku 1983.

## Technické údaje
Motory:
- benzínový 1.6 litru o výkonu 62 koní (cca 46 kW),
- benzínový 2.0 litru (1995 cm³) o výkonu 70 koní (cca 51,5 kW),
- diesel 2.2 litru o výkonu 61,5 koní (cca 45 kW).

Převodovka: čtyřstupňová manuální.

Maximální rychlost: 110 km/h (s motorem 2.0 litru),

## Fotogalerie

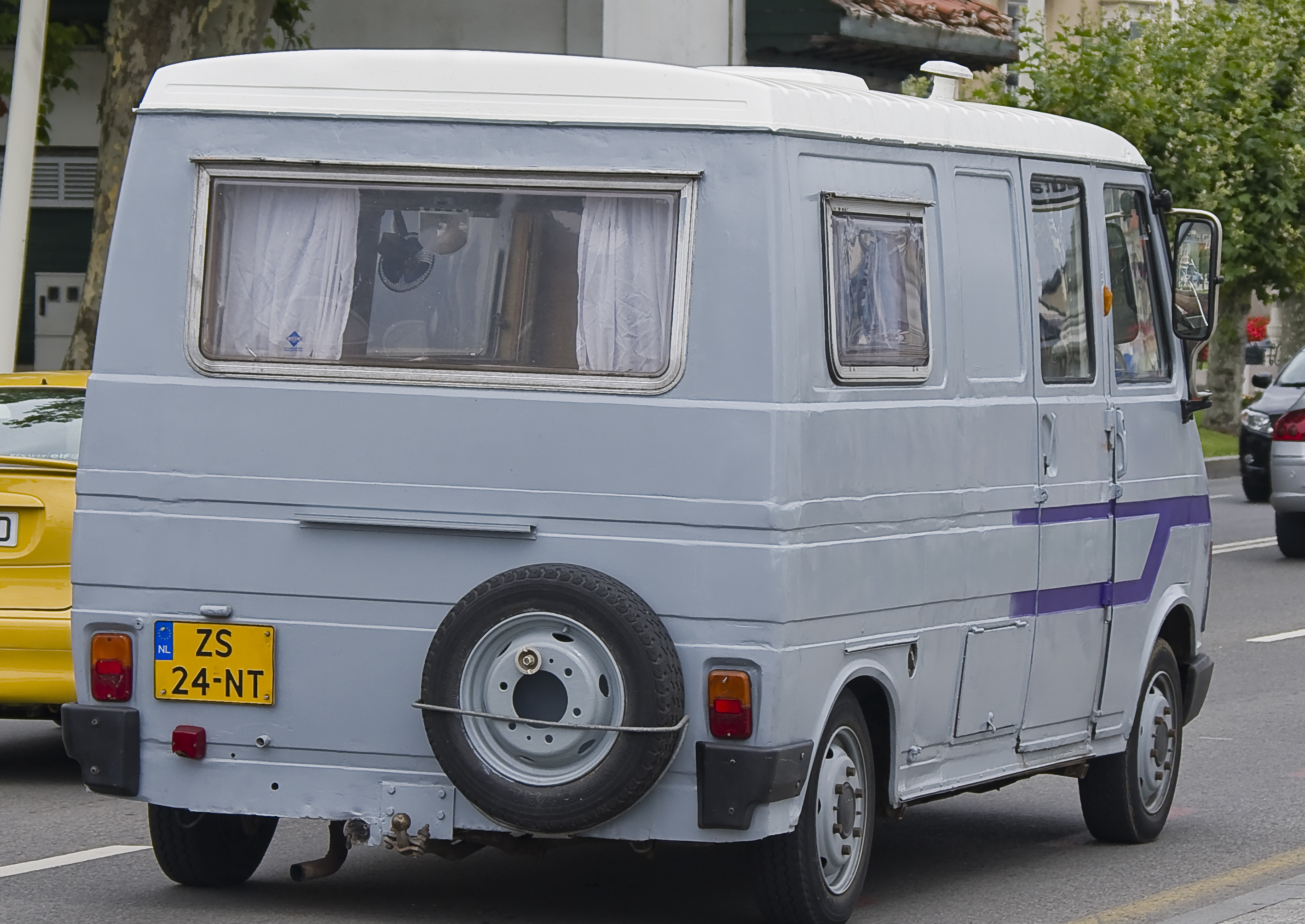
Fiat 242 jako obytný vůz
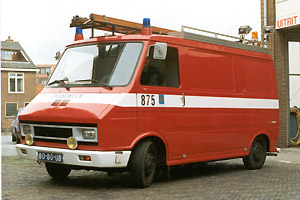
Fiat 242: provedení pro hasiče